# Guijo de Galisteo
Guijo de Galisteo è un comune spagnolo di 1 763 abitanti situato nella comunità autonoma dell'Estremadura.